# Frans-West-Afrika

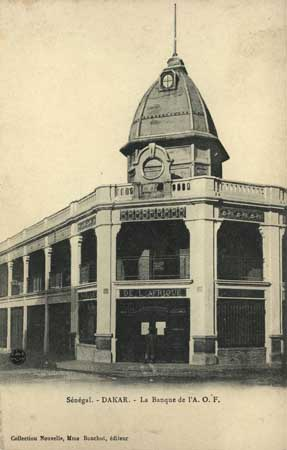
De Banque de l'Afrique-Occidentale te Dakar in 1904

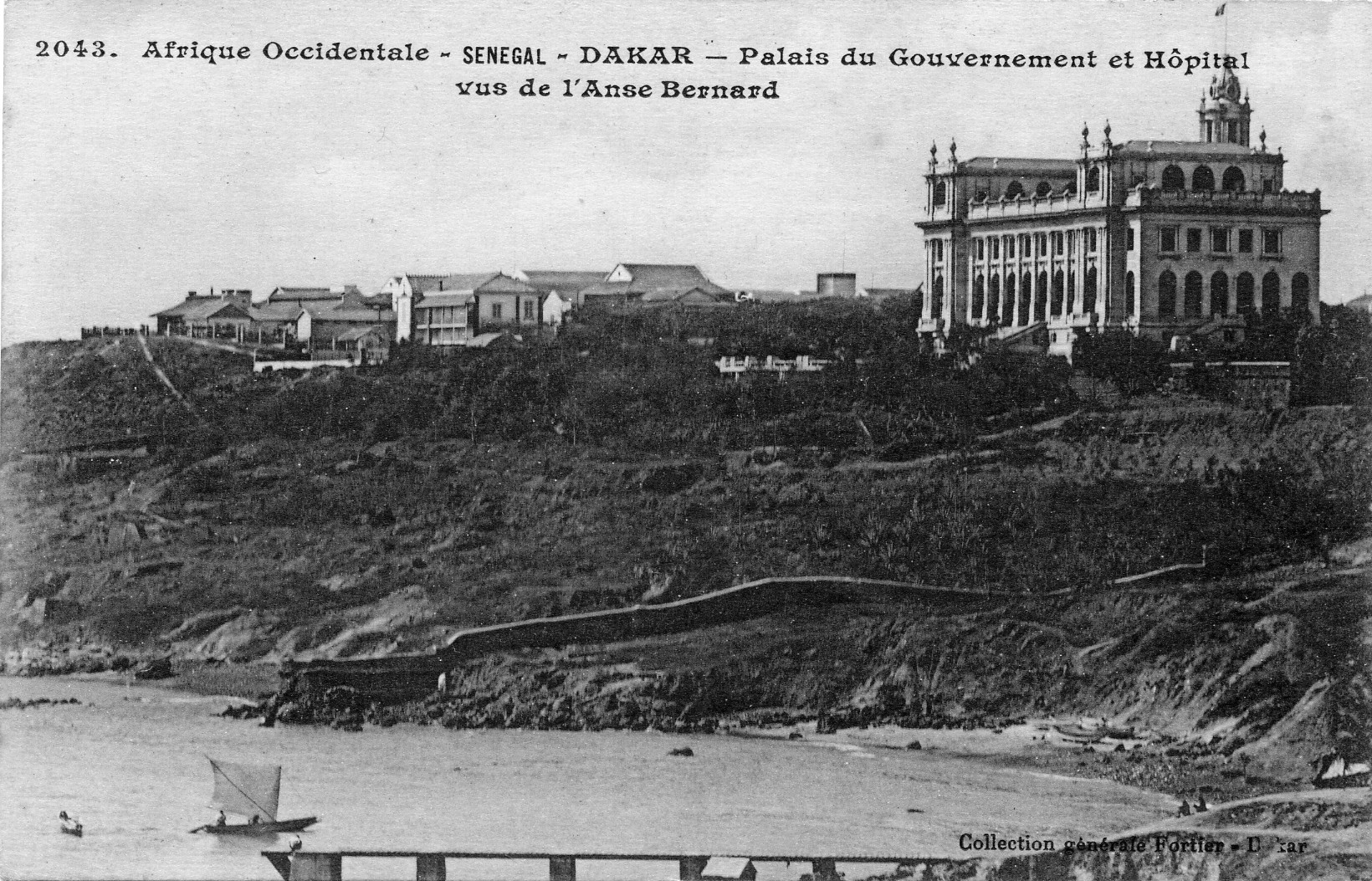
Het paleis van de gouverneur général te Dakar in 1920

Frans-West-Afrika (Frans: Afrique-Occidentale française, AOF) was een federatie van acht Franse koloniën in Afrika, namelijk: Frans-Mauritanië, Senegal, Frans-Soedan (nu Mali), Guinee, Ivoorkust, Niger, Opper-Volta (nu Burkina Faso) en Dahomey (nu Benin).
Frans-West-Afrika besloeg in zijn grootste samenstelling een gebied van ongeveer 4.689.000 km², waarvan een groot gedeelte werd ingenomen door de Sahara-woestijn. Bij het ontstaan van de federatie woonden er ongeveer 10 miljoen mensen. Bij het uiteenvallen ongeveer 25 miljoen.
Frans-West-Afrika werd gecreëerd in 1895 als een unie die aanvankelijk alleen Senegal, Frans Soedan, Guinee en Ivoorkust omvatte. De federatie werd permanent in 1904 en had een gouverneur-generaal die eerst gevestigd was in Saint-Louis en daarna vanaf 1902 in Dakar, beide in het huidige Senegal. Tijdens de Eerste Wereldoorlog was Joost van Vollenhoven gouverneur van de kolonie.
In 1921 schreef een volkstelling 12.283.000 inwoners toe aan Frans West-Afrika, exclusief Togo (673.000 inwoners). De kolonie kende in die dagen nog een ruileconomie; in de jaren dertig werkte slechts 2% van de bevolking tegen betaling. Een symbool van de koloniale opmars was de aanleg van spoorwegen. De spoorlijn van Dakar naar de Niger bereikte Bamako in 1923.
In september 1940, toen Frans-Equatoriaal-Afrika zich bijna volledig had aangesloten bij de Franse eenheid van het Afrikaanse leger, bleef de gouverneur-generaal van Frans West-Afrika, Pierre Boisson, trouw aan het Vichy-regime en mislukte de landingspoging van de geallieerden; een confrontatie op zee die bekend staat als de Slag om Dakar of Operatie Menace. Toch kondigde Boisson eind 1942 zijn steun aan admiraal Darlan aan, die in Algiers de macht had overgenomen na de geallieerde landingen in Frans Noord-Afrika (Operatie Torch). Na de dood van Darlan bleef Boisson in het kamp van generaal Giraud. Nadat de giraudistische en gaullistische strijdkrachten waren opgegaan in het Frans Comité van de Nationale Bevrijding, schaarde Frans West-Afrika zich achter generaal de Gaulle.
De federatie werd opgeheven na een referendum in september 1958 over de toekomstige Communauté, waarin de gebieden aangaven autonome republieken te willen worden. Het gebied Guinee stemde voor onmiddellijke onafhankelijkheid. Ivoorkust, Niger, Opper-Volta en Dahomey vormden hierop de Sahel-Benin Unie die al in mei 1959 werd opgeheven. De vier republieken vormden toen een nieuw samenwerkingsverband, de Conseil de l'Entente.